# Ile aux Cendres
Ile aux Cendres (dt.: „Ascheninsel“) ist eine Insel der Republik der Seychellen im Atoll Aldabra. Sie liegt zusammen mit anderen Riffinseln im Ostteil der Lagune im Mangrovengebiet von Grand Terre.

## Geographie
Die Insel liegt im Osten des Atolls zusammen mit Squacco Island und Grey Rock. Im Südwesten schließt sich Coconut Islet (Ile Michel) an. Von der Hauptinsel Grand Terre und weiteren Riffinseln in dem Mangrovengebiet ist sie nur durch schmale Kanäle getrennt.